# Любёнжские анналы
Любёнжские анналы (лат. Annales Lubenses, пол. Rocznik Lubiaski) — исторические записки, ведшиеся в любёнжском монастыре в XIII - XIV вв. Сохранились в рукописи XV в. Охватывают период с 1241 по 1315 гг. Описывают события истории Силезии и соседних стран.

## Издания
- Annales Lubenses / ed. W. Arndt, R. Roepell // MGH. SS. 1866. T. XIX. Hannover, 1866, p. 548-549[2].

- Rocznik Lubiaski / wydal A. Bielowski // MPH, Tomus 3. Lwow. 1878, p. 707-710[3].

## Переводы на русский язык
- Любёнжские анналы в переводе А. С. Досаева на сайте Восточная литература